# Sportsradio
Sportsradio (eller sportstaleradio) er et radioformat udviklet udelukkende til diskussion og broadcasting af sportsbegivenheder.
| Radio | Spire Denne artikel om radio eller radioprogrammer er en spire som bør udbygges. Du er velkommen til at hjælpe Wikipedia ved at udvide den. |